# George Coleman
George Coleman (Memphis, 1935. március 8. –) amerikai dzsesszszaxofonos.

## Pályakép
Coleman a Tennessee állambeli Memphisben született. Bátyja, Lucian Adams tanította meg altszaxofonozni (akit − mint sokakat − Charlie Parker inspirált). Iskolatársai között volt Harold Mabern, Booker Little, Frank Strozier, Hank Crawford és Charles Lloyd.
George Coleman először Ray Charlesszal dolgozott, 1953-tól pedig B. B. Kinggel. Ekkor tért át tenorszaxofonra. 1956-ban Chicagóba költözött Booker Little-lel. Itt  Gene Ammonsszal és Johnny Griffinnel dolgozott, majd Max Roach kvintettjébe állt be (1958-1959).
Coleman Jimmy Smith orgonistával készítette House Party (1957) című albumát Lee Morgan, Curtis Fuller, Kenny Burrell és Donald Bailey társaságában. Aztán Max Roach-al New Yorkba költözött, ahol Slide Hamptonnal, Ron Carterrel, Jimmy Cobbbal és Wild Bill Davisszel játszott.
Ezt követően csatlakozott Miles Davis kvintettjéhez (1963-1964). Miles Davis-szel (Herbie Hancock (zongora), Ron Carter (bőgő) és Tony Williams (dob) készült albumai: a Seven Steps to Heaven (1963), A Rare Home Town Appearance (1963), Côte Blues ( 1963), In Europe (1963), My Funny Valentine és Four & More, (mindkettő egy koncert élő felvétele a New York-i Lincoln Center for the Performing Artsban 1964 februárjából). Ezután Coleman otthagyta a zenekart Wayne Shorter kedvéért. Ennek ellenére Miles Davis megemlítette értékelő véleményét Coleman játékáról, és kijelentette, hogy „George mindent szinte tökéletesen játszott. Pokolian jó zenész volt.”
Coleman 1965-66-ban Lionel Hamptonnal játszott. 1965-ben Chet Baker „The Prestige Sessions” című filmjében Clark Terry, Horace Silver, Charles Mingus, Ahmad Jamal és sok más zenész mellett ő is szerepelt.
Coleman a „Freejack” (1992) című tudományos-fantasztikus filmben is feltűnt, amiben Emilio Estevez, Mick Jagger és Anthony Hopkins voltak a főszereplők; az 1996-os „The Preacher's Wife” című filmben pedig Denzel Washingtonnal és Whitney Houstonnal lehet látni.
2002 októberében jelent meg a „Four Generations of Miles: A Live Tribute To Miles” című CD-je.

## Lemezeiből
- Playing Changes (1979)
- Manhattan Panorama (+ Harold Mabern, Jamil Nasser, Idris Muhammad; 1989)
- My Horns of Plenty (+ Mabern, Ray Drummond, Billy Higgins; 1991)
- At Yoshi’s (+ Mabern, Ray Drummond, Alvin Queen; 1992)
- Blues Inside Out (1997)
- I Could Write a Book: The Music of Richard Rodgers (+ Mabern, Nasser, Billy Higgins; 1998)
- Danger High Voltage (+ Gary Smulyan, Mabern, Drummond, George Coleman Jr.; (2000)
- Dynamic Duo (+ Tete Montoliu; 2002)
- Four Generations of Miles (+ Mike Stern, Ron Carter, Jimmy Cobb; 2002)
- A Master Speaks (2016)
- The Quartet (2019)

## Filmek
- George Coleman az IMDb-n

## Díjak
2015-ben a NEA Jazz Master címet és a Memphis Music Hall of Fame-et kapta meg, továbbá „hangjegyet” kapott a Beale Street Brass Notes Walk of Fame-en.